# Odontodes metamelaena
Odontodes metamelaena là một loài bướm đêm trong họ Noctuidae.